# مرودويية (بزنجان)
مرودوییة (بالفارسية: امرودوییه) هي مستوطنة تقع في إيران في قسم بزنجان الريفي. يقدر عدد سكانها بـ 98 نسمة .